# سویتی
سویتی (به لاتین: Světí) یک منطقهٔ مسکونی در جمهوری چک است که در ناحیه هرادتس کرالووه واقع شده‌است. سویتی ۳٫۱۹ کیلومتر مربع مساحت و ۳۱۶ نفر جمعیت دارد و ۲۵۹ متر بالاتر از سطح دریا واقع شده‌است.